# Signal'nyj
Signal'nyj (in russo Сигнальный; in giapponese 貝殻島 Kaigara-jima) è un isolotto del gruppo delle isole Chabomai nella parte meridionale della piccola catena delle isole Curili; fa parte della Banka Opasnaja (Банка Опасная, in italiano "banco pericoloso") un gruppo di isolotti affioranti che amministrativamente appartengono al Južno-Kuril'skij rajon dell'oblast' di Sachalin in Russia. Insieme a Iturup, Kunašir e Šikotan, le isole sono rivendicate dal Giappone.

## Geografia
Assieme a Signal'nyj, fanno parte della Banka Opasnaja gli isolotti Rifovyj e Storoževoj e si trovano a sud-ovest dell'isola Tanfil'eva, nello stretto Sovetskij. Signal'nyj è lungo circa 200 m e ha una superficie di 700 m², con un'altezza massima di 2 m. L'isola più vicina è Rifovyj che dista 1,5 km. Signal'nyj ha un faro di segnale automatico che è stato installato nel 1936.